# Telmatobius zapahuirensis
Telmatobius zapahuirensis är en groddjursart som beskrevs av Veloso, Sallaberry A., Navarro, Iturra-C., Valencia, Penna och Diaz 1982. Telmatobius zapahuirensis ingår i släktet Telmatobius och familjen Ceratophryidae. IUCN kategoriserar arten globalt som akut hotad. Inga underarter finns listade i Catalogue of Life.